# Robert Bonnaud
Robert Bonnaud (nascido em 1929 em Marselha, França) é um historiador anti-colonialista e professor de História na Universidade de Paris VII Jussieu.

## Livros publicados
- Victoires sur le temps. Essais comparatistes. Polybe le Grec et Siman Qian le Chinois,  Condeixa : La Ligne d'ombre, 2007, ISBN 978-2-9528603-1-4
- La Cause du Sud - L'Algérie d'hier et d'aujourd'hui, la Palestine, les nations… Ecrits politiques 1956-2000, Paris : L'Harmattan, 2001, ISBN 2-7475-0200-7.
- Histoire et historiens de 1900 à nos jours : l'histoire nouvelle. Au-delà de l'histoire, Paris : Kimé, 2001.
- Tournants et périodes ; essai sur les durées historiques et les années récentes,  Kimé, Paris, 2000.
- L'Histoire,  le progrès, le communisme. Théories et confidences, Paris : Kimé, 1997.
- Et pourtant elle tourne !, Paris : Kimé, 1995.
- La morale et la raison, Paris : Kimé, 1994.
- Les Succès de l'échec. Où va l'histoire?, Paris : Arcantère, 1993.
- Les Alternances du progrès. I Une histoire sans préférences, Paris : Kimé, 1992.
- Le Système de l'histoire, Paris : Fayard, 1989.
- Les Tournants du XXe siècle - Progrès et régressions, Paris : L'Harmattan, ISBN 2-7384-1444-3.